# Henri Poincaré
Jules Henri Poincaré, född 29 april 1854, död 17 juli 1912, var en av Frankrikes största matematiker, fysiker, och vetenskapsteoretiker. Poincaré beskrivs ofta som den siste universalisten (efter Gauss), kapabel att förstå och bidra till i stort sett hela matematiken. Han var kusin till statsmannen Raymond Poincaré.

## Biografi
Poincaré blev 1886 professor i matematisk fysik vid Faculté des sciences i Paris och från 1896 i matematik och astronomi.
Som matematiker och fysiker gav han många fundamentala bidrag till teoretisk och tillämpad matematik, matematisk fysik och astronomi. Han formulerade Poincarés förmodan, ett av de mest berömda problemen inom matematiken. Inom sin forskning med trekroppsproblemet kom han att bli den förste som upptäckte ett kaotiskt deterministiskt system vilket senare lade grunden till modern kaosteori.
Poincaré introducerade principen om den moderna relativiteten och var den förste som presenterade Lorentztransformationen i dess moderna symmetriska form. Poincarégruppen fick sitt namn efter honom. Poincaré upptäckte den kvarvarande relativistiska rörelsetransformationen och skrev ner den 1905 i ett brev till Lorentz. Sålunda fick han en perfekt invarians mellan Maxwells ekvationer, det sista steget som behövdes för att kunna formulera den speciella relativitetsteorin.
Poincaré invaldes 1887 i Franska vetenskapsakademien, 1908 i Franska akademien och 1900 som utländsk ledamot av Kungliga Vetenskapsakademien. Han tilldelades Ponceletpriset 1885, Royal Astronomical Societys guldmedalj 1900, den första Sylvestermedaljen 1901, Matteuccimedaljen 1905 och Brucemedaljen 1911.

## Eftermäle
Asteroiden 2021 Poincaré är uppkallad efter honom.